# アポストルメディア
アポストルメディア（繁体字中国語: 門徒媒體、英語: Apostles Media）は、中華圏キリスト教の伝道、教会の情報交換、民主主義政治の啓蒙などを目的に創立された、香港のプロテスタントの超教派のニューメディアである。

## 主な編集者
- 楊浩然（主宰）

## レギュラー執筆陣
- 鄒賢程（中華基督教会協和教会伝道師）
- 袁天佑（香港メソジスト合同教会隠退牧師、元教務総長）
- 梁栄光（馬鞍山霊糧教会主任牧師）
- 梁君培（キリスト中福教会牧師）
- 馬保羅（元啓田バプテスト教会主任牧師）
- 鄭俊禧（香港バプテスト教会信者）
- 陳重鈞（アライアンス教団香港教会信者）
- 朱家恆（元ロシア正教会香港聖ペトルと聖パウェル教会信者）
- 廬俊宇（中国語版）（民主党 (香港) 所属香港区議会地方議会議員、無教会主義信者）